# Impressionismo na música
Impressionismo na música foi um movimento na música erudita que se desenvolveu principalmente na França, a partir da segunda metade do século XIX, prosseguindo até meados do século XX. Assim como o seu homólogo e precursor nas artes visuais, o impressionismo musical se caracteriza sobretudo pela sugestão e atmosfera, em lugar da forte emoção ou da ilustração de narrativas (como em música de programa), típicos da música romântica.
Surgiu como uma reação aos excessos da Era Romântica, caracterizada pelo uso dramático do sistema das escalas maior e menor, ao passo que a música impressionista tende a fazer mais uso de dissonâncias com escalas não tão comuns, tal como a escala hexafônica. Os compositores românticos também usavam gêneros mais longos de música, como a sinfonia e o concerto, enquanto os compositores impressionistas preferiram formas mais curtas.

## Origens, forma e estilo
Origina-se na França, caracterizada por sugestão e atmosfera, abstêm-se dos excessos emocionais da era Romântica. Compositores impressionistas preferiam composições com formas curtas como o nocturne, arabesque, e o prelúdio. Talvez a inovação mais notável usada pelos compositores impressionistas tenha sido o uso da escala de acordes de 7ª maior e a extensão de estruturas nos acordes com intervalos de 3ª à harmonias de cinco e seis partes. Um estilo musical, distinto e marcante, do período da música impressionista foi o efeito de planar sobre uma frase melódica. Claude Debussy, especialmente, foi mestre deste efeito. Várias de suas composições ele utiliza acordes de 11ª e 13º bem abertos e repetitivos, lentamente e, com um toque ostinato sobre estes acordes, ele desenvolve uma linha simples melódica por cima da mão que fica repetindo o acompanhamento nas mesmas notas, causando este efeito ser chamado de "planando", o que críticos  descrevem como: "O efeito disso era uma nova e estranha sonoridade."; pois causa a impressão de Debussy estar voando, planando lentamente, com o acompanhamento da música. Cerca de 20 anos após o surgimento do Impressionismo na pintura, ouvia-se Prélude à l'après-midi d'un Faune (Prelúdio à tarde de um fauno) de Claude Debussy. Esse prelúdio foi uma marcante manifestação musical Impressionista.
"A música orquestral de Debussy é a que corresponde melhor à sua imagem de impressionista.". Maurice Ravel também utiliza os mesmo efeitos  que Debussy, e sua Pavane pour une infante demonstra isto muito bem. Ravel só mudou seu estilo de Impressionista para o neoclassicismo, depois que Debussy faleceu, em 1918.
Assim como na pintura, a música impressionista não possui linhas (melódicas) nítidas, suas melodias são pouco angulosas, sensuais e etéreas. O efeito dos sons é muito importante no contexto da obra, muitas vezes mais importantes que a própria melodia, como se pode observar nos floreios e dedilhados representados em Gaspard de La Nuit, obra para piano de Maurice Ravel.
A música impressionista não segue o clássico sistema tonal Ocidental, buscando harmonias dissonantes (para os padrões da época) em outras culturas, principalmente asiáticas.
O Impressionismo basicamente caracteriza-se por ter um lirismo íntimo solitário (seguindo os passos dos Impressionistas e Simbolistas que preferem o imaginário e fantasioso ao real); freqüentemente nota-se uso de efeitos sonoros (a exemplo do Jeux d'Eau de Maurice Ravel, que inicia-se com floreados representando a água corrente). Os Impressionistas fizeram uso imenso da escala hexatonal para simular efeitos emocionais suspensos, etéreos (fortificando assim a sensação de sonho e fantasia). Jeux d'Eau (1901), foi uma das primeiras composições de Ravel chamada de impressionismo. "Esta peça fez o seu nome nos círculos sociais de Paris. A peça foi dedicada a Gabriel Fauré, e foi escrita enquanto Ravel ainda estudava com Fauré no conservatório."

## Influências
A influência de impressionismo visual na sua contraparte musical é bem discutida. Claude Debussy e Maurice Ravel são considerados, em geral, os maiores compositores impressionistas. Mas, Debussy não concordou com o termo, chamando-o de invenção dos críticos. Erik Satie também foi considerado como parte dos impressionistas, embora o seu método tivesse uma proposta diferente. Paul Dukas é outro compositor francês às vezes chamado de impressionista mas o seu estilo é talvez mais próximo do final da Era Romântica.  Entre outros músicos impressionistas fora da França incluem-se obras de Ralph Vaughan Williams e Ottorino Respighi.
O Impressionismo também influenciou a música de Manuel de Falla, Frederick Delius, Isaac Albéniz, Camille Saint-Saëns, Francis Poulenc; assim como músicos de jazz, como o pianista Bill Evans e de bossa-nova, como o maestro Antônio Carlos Jobim, que utilizou não só motivos impressionistas, como também estruturas harmônicas similares às de Debussy e Ravel, nas suas músicas populares como nas eruditas (como A Sinfonia da Alvorada, por exemplo).
Dentre os grandes precursores do Impressionismo, podem-se citar:o pianista virtuose húngaro Franz Liszt, Richard Wagner, Edvard Grieg e Christian Sinding com obras que continham muitas das características básicas do Impressionismo e prenunciavam tantas outras.

## Obras importantes
- Prélude à l'après-midi d'un Faune (Prelúdio à Tarde de um Fauno) - Claude Debussy;
- Estampes - Claude Debussy;
- Suíte Bergamasque - Claude Debussy;
- Pelléas et Mélisande - Claude Debussy;
- La Mer - Claude Debussy;
- Trois Images - Claude Debussy;
- Sonata para Piano e Violino - Claude Debussy;
- Jeux d'Eau - Maurice Ravel;
- Bolero - Maurice Ravel;
- Pavane pour une infante défunte - Maurice Ravel;
- Concerto para Piano em Sol Maior - Maurice Ravel;
- Quarteto de Cordas em Fá Maior - Maurice Ravel;
- Rapsódia Espanhola - Maurice Ravel;
- Daphnis et Chloé - Maurice Ravel;
- Le Tombeau de Couperin - Maurice Ravel;
- Gaspard de la Nuit - Maurice Ravel